# D Fun Pak
D Fun Pak è un EP dei Tenacious D, pubblicato il 29 aprile 2002 dalla Epic Records.
Il disco contiene quattro tracce, due inedite, e due presenti nell'album precedente ma in versioni differenti.

## Lista tracce
1. Cave Intro (0:46)
2. Jesus Ranch (demo) (2:14)
3. Kyle Quit the Band (demo) (2:10)
4. Explosivo (Mocean Worker Megamix)

## Formazione
- Jack Black - voce, chitarra ritmica
- Kyle Gass - chitarra solista, seconda voce